# Orgelbouwer
Een orgelbouwer of orgelmaker ontwerpt en fabriceert pijporgels in de vorm van kerkorgels voor kerkgebouwen en concertorgels voor concertzalen, en ook kleinere kabinetorgels en kistorgels. Ook het restaureren en reconstrueren van historische instrumenten behoort tot de eigenlijke orgelbouw. Naast het ontwerpen en creëren bestaat de hoofdtaak van de orgelbouwer voornamelijk uit het stemmen, intoneren, onderhouden en optimaliseren van orgels.

## Ambacht
Gezien het zeer arbeidsintensieve werk heeft een orgelbouwer meestal meerdere mensen in dienst. Alle onderdelen worden met de hand gemaakt. Het is een eeuwenoud ambacht waarin in de loop van de geschiedenis diverse ontwikkelingen hebben plaatsgevonden. Muzikale kwaliteiten zijn vereist, maar daarnaast dient de orgelbouwer vakman te zijn in hout- en metaalbewerking.
Vroeger werden veel orgels gebouwd door grote namen. Orgelbouwers waren vaklieden met veel kennis en aanzien, vaak werd de stiel in de familie voortgezet. Nog steeds fleurt hun naamplaquette het klavier op als een met respect gedragen signatuur.
Orgelbouwers maken niet alleen nieuwbouworgels, maar stemmen, onderhouden, repareren, verbouwen, restaureren en renoveren ook bestaande orgels.

## Opleiding
Er bestaat in Nederland en België geen echte opleiding tot orgelbouwer. Men leert dit ambachtelijk vak bij een orgelbouwer. Bij de Hogeschool Gent Conservatorium bestaat een opleiding in de muziekinstrumentenbouw op bachelor- en masterniveau, met mogelijkheid tot specialisatie in klavierinstrumenten.

## Materialen in de orgelbouw

### Hout
De voorkeur gaat uit naar natuurlijk gedroogd hout. Kunstmatig gedroogd (oven gedroogd) hout is geforceerd, gaat door vochtopname zwellen en is dus niet geschikt voor de instrumentenbouw. Voor de orgelbouw kan men het gebruikte hout naargelang de functie in drie groepen verdelen: constructiehout, klankhout en sierhout.

#### Naaldhout
- Cederhout is een zeer zachte houtsoort die wordt gebruikt als constructiehout voor dammen en kleppen in de sleeplade, klavieren, walsen, abstracten, et cetera.
- Grenenhout wordt gebruikt als constructiehout voor stellingwerk, windwerk (balgen), (te schilderen) kast, vloeren, et cetera.
- Oregon pine wordt gebruikt als constructiehout voor de balgen, windkanalen, pijpen, abstracten.

#### Loofhout
- Eiken wordt gebruikt als constructiehout voor toepassing in windladen, registratuur, klaviatuur, pijpen en kast. Een nadeel van eikenhout is wel dat het looizuur bevat dat metalen pijpen aantast. Daarom worden pijpstokken en roosters gebrand.
- Palmhout wordt soms gebruikt als beleg voor de klaviertoetsen of voor decoratie.
- Palissander wordt gebruikt voor muziekinstrumenten (bijvoorbeeld de blokfluit). In de orgelbouw wordt het vooral sinds de 19e eeuw gebruikt voor decoratie en voor de pedaaltoetsen van het voetklavier.
- Linden is een zachte houtsoort die zich goed leent voor houtsnijwerk. Het wordt gebruikt als constructiehout voor de klaviertoetsen, de kleppen, et cetera. Lindenhout is wel vatbaar voor aantasting door insecten.
- Ebben is een donkere houtsoort die gebruikt wordt voor de zwarte boventoetsen van het klavier, de registerknoppen en decoratie.

#### Bewerkt hout
- Fineer kan gelijmd worden op een andere houtsoort. Zo wordt eikfineer in de orgelbouw gebruikt voor decoratie, evenals voor de constructie van abstracten.

### Metaal
Orgelmetaal is een legering van tin en lood die gebruikt wordt voor het construeren van orgelpijpen en conducten (dunne buisjes die de wind vervoeren van de windlade naar pijpen die niet rechtstreeks op de pijpstokken staan). Tin en lood zijn beide zachte metalen. De legeringen ervan zijn sterker. De legering kan in verschillende percentageverhoudingen. Zuiver tin werd weleens gebruikt voor de frontpijpen in een orgel. Soms werden loden frontpijpen voorzien van tinfolie om ze het uiterlijk van tinnen exemplaren te geven.
Tot in de 18e eeuw werd in de Zuidelijke (Vlaanderen) en de Noordelijke Nederlanden blik gebruikt voor de bekers van tongwerken zoals de trompet.
Vanaf de 19e eeuw ging men ook zink gebruiken voor de vervaardiging van metalen pijpen. In de 20e eeuw werd het door de economische crisis gebruikt om materiaalkosten te besparen, waardoor zink later een negatieve bijklank van minderwaardig kreeg. Toch heeft zink ook heel wat kwaliteiten, waaronder een bijzondere stevigheid bij gelijke dikte. Mits een deskundige intonatie kunnen grote zinken pijpen een karakteristieke streek laten horen.
Na de Tweede Wereldoorlog werd ook koper gebruikt voor orgelpijpen. Het werd gebruikt voor het front, grote binnenpijpen of bekers van tongwerken. Tegenwoordig komen koperen pijpen nog nauwelijks voor.
Fosforbrons, een met fosfor behandeld brons (een legering van koper met tin), wordt gebruikt voor klepveren, tongen en stemkrukken.
Messing, een legering van koper en zink, heeft soortgelijke eigenschappen en wordt gebruikt voor draadwerk, veren, lepels en tongen.
IJzer wordt in de vorm van plaat- en constructiestaal toegepast. In de orgelbouw wordt het gebruikt voor de registermechaniek en scharen van magazijnbalgen.

### Andere natuurlijke materialen
- Koeienbeen wordt gebruikt voor het beleg van de witte toetsen van het klavier. In de 19e eeuw werd het traditionele koeienbeen vervangen door het exotische ivoor.
- Leder wordt gebruikt voor het winddicht maken van de blaasbalg, windkanalen, windlade  en andere beweeglijke delen vanwege zijn soepelheid. Belangrijk is dat leder onttrokken wordt aan de invloed van zon en vocht. Bij een orgel dat weinig gebruikt wordt, kan het leerwerk uitdrogen of hard worden.
- Perkament wordt gebruikt voor luchtdichting en voor de etiketten van de registerbenamingen.
- Wol werd gebruikt voor het dichten van de houten stoppen van gedekte houten pijpen.
- Feuter (vilt) wordt gebruikt als geluidsdemping bij de klavieren, kleppen, et cetera.
- Kasjmier is een heel slijtvaste stof die veel meer wrijving kan verdragen dan feuter.

Voor heel wat van bovengenoemde materialen zijn vervangende kunststoffen mogelijk. Veel orgelbouwers zijn echter ambachtelijk ingesteld en passen kunststoffen zo weinig mogelijk toe. Zo zal men vaak ook (afhankelijk van de toepassing) lijmen gebruiken uit natuurlijke grondstoffen, zoals beenderlijm.

## Bekende orgelbouwers

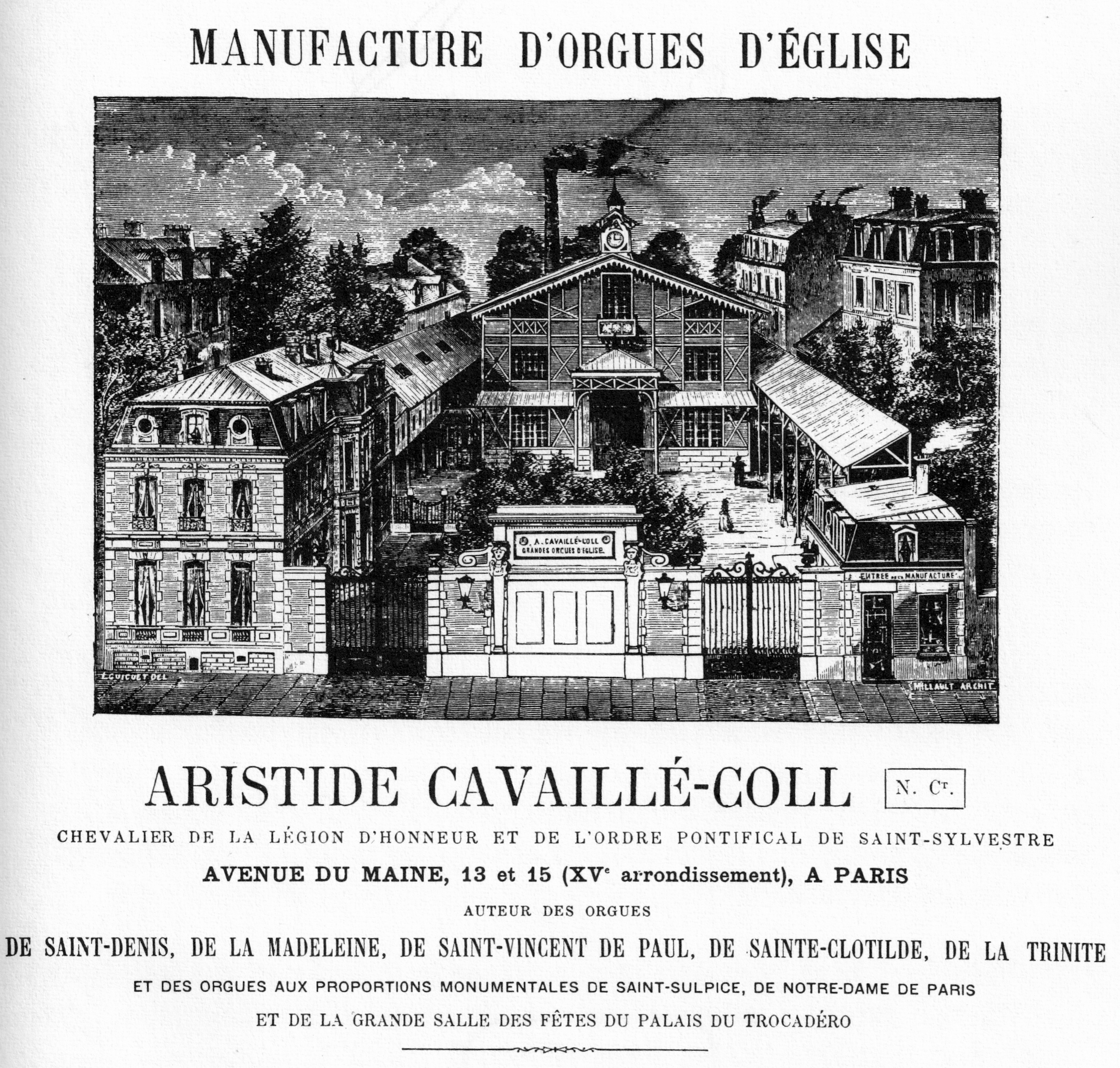
Het bedrijf van Aristide Cavaillé-Coll
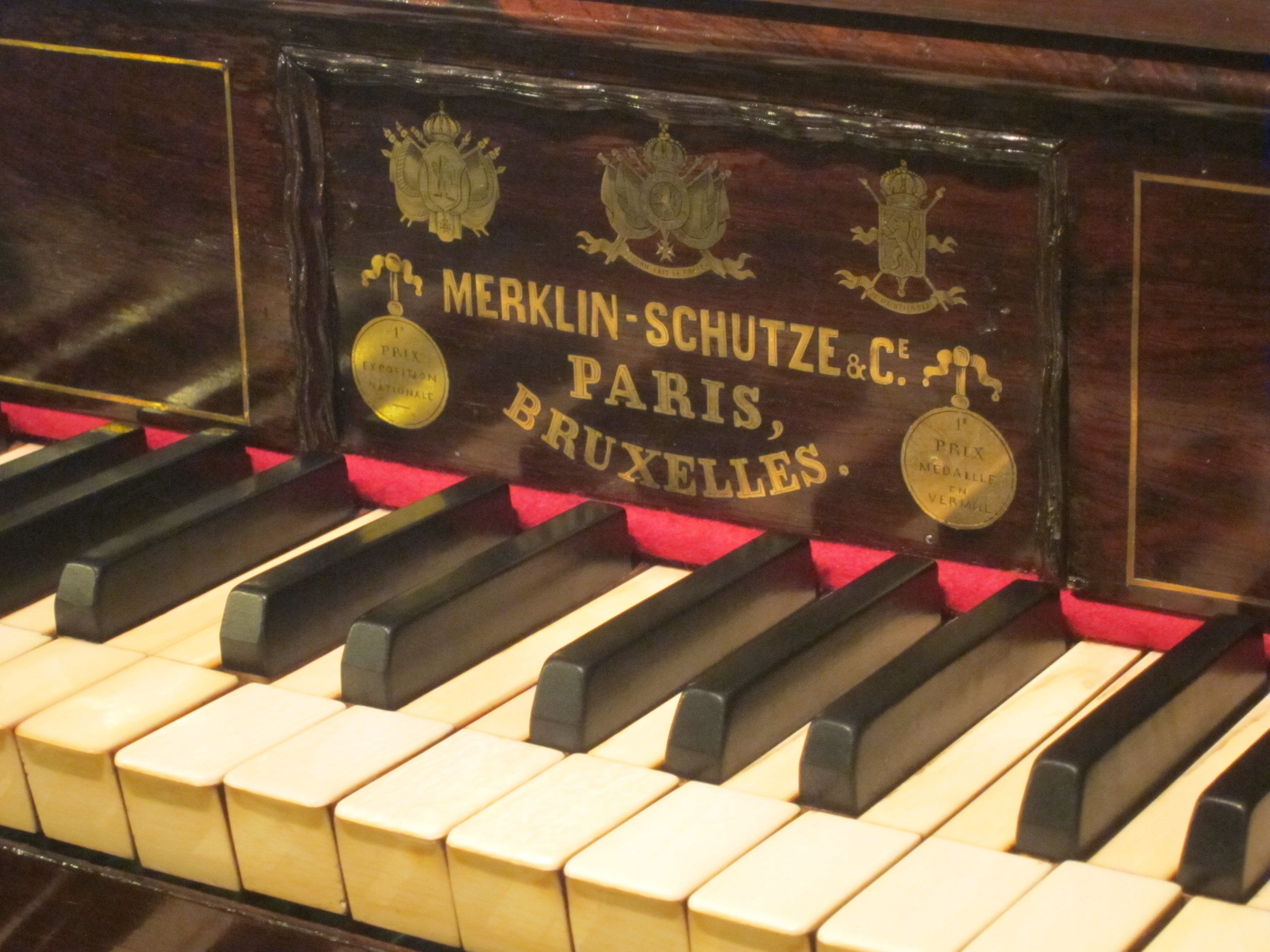
Naamplaquette van Merklin-Schütze in de Église Saint-Eugène-Sainte-Cécile (Parijs)
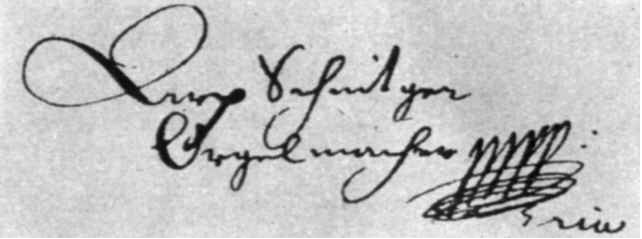
Handtekening van Arp Schnitger
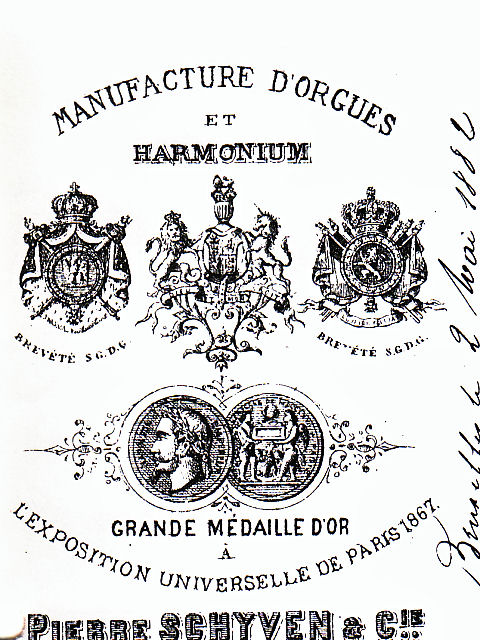
Het briefhoofd van orgelbouwer Pierre Schyven, hofleverancier in België, Frankrijk en Verenigd Koninkrijk
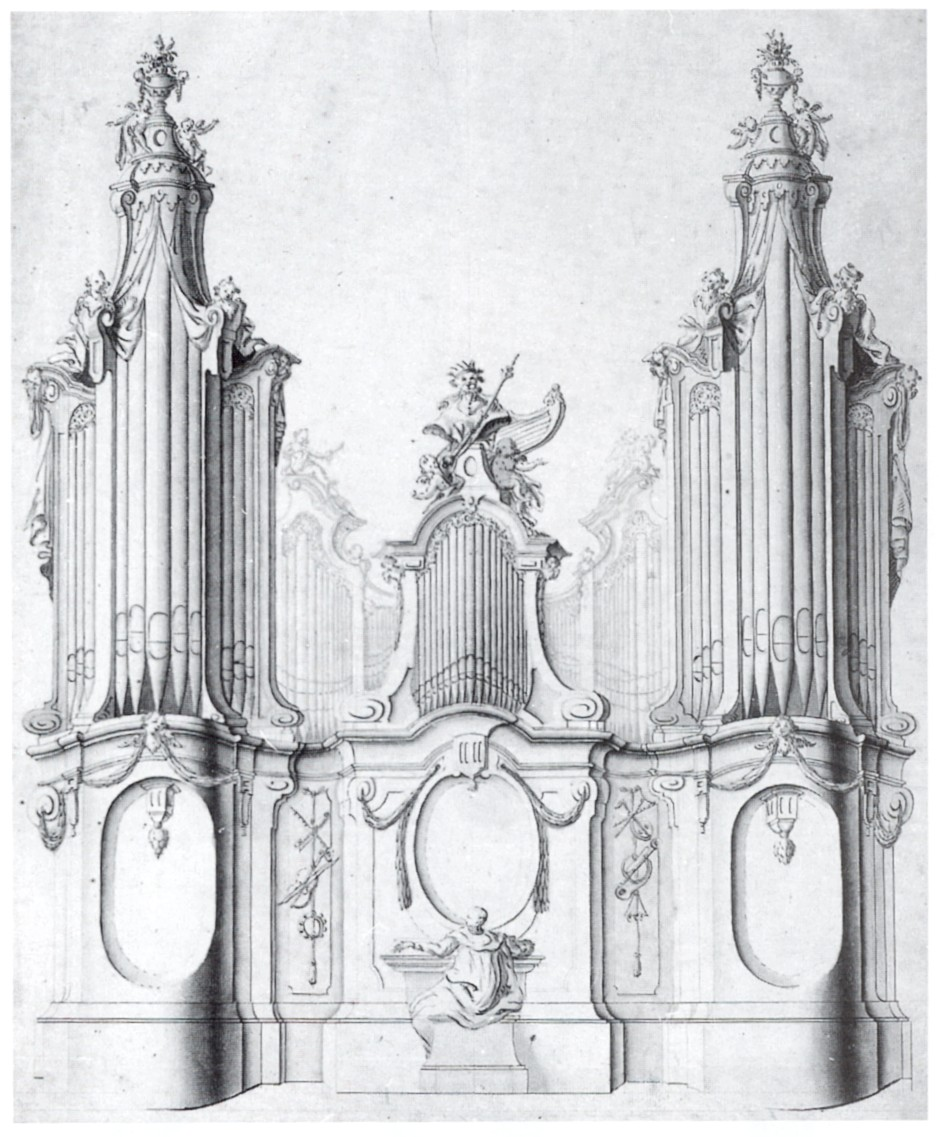
18e-eeuws ontwerp voor een orgelkas van Johann Georg Dirr
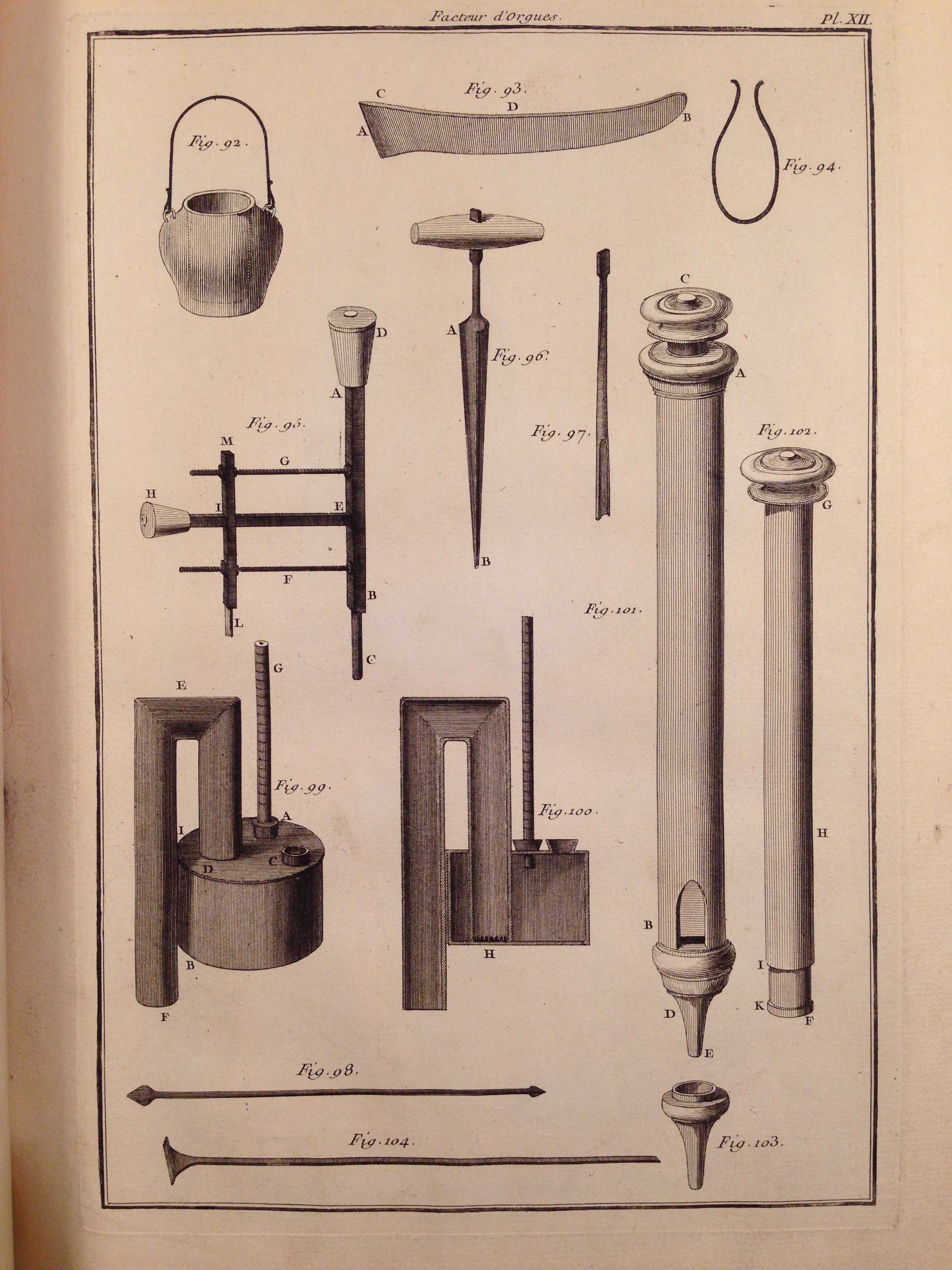
Gereedschappen van de orgelbouwer, bladzij 4 van L'art du facteur d'orgues, 18e-eeuws handboek van Dom Bédos

## Experimentele orgelbouw
Afwijkend van de traditionele orgelbouw ontwierp de Nederlandse beeldend kunstenaar Hans van Koolwijk een bamboeorgel met meer dan honderd fluiten, dat hij de naam Bambuso sonoro gaf.

## Educatie
Sinds 2013 bestaat in Nederland, België en de Verenigde Staten het project "Orgelkids", dat met behulp van een door kinderen zelf te monteren pijporgel, probeert de belangstelling van de jeugd voor het pijporgel en de orgelbouw te stimuleren. Het "doe-orgel" dat in dit project gebruikt wordt is ontworpen door Wim Janssen.